# Ned Rifle
Série
Fay Grim
(2006)
Pour plus de détails, voir Fiche technique et Distribution.
Ned Rifle est un film américain réalisé par Hal Hartley et sorti en 2014.
C'est le troisième et dernier volet d'une trilogie composée de Henry Fool (1997) et sa suite Fay Grim (2006). Le rôle-titre est tenu par Liam Aiken qui reprend son rôle déjà tenu dans les deux premiers films. Aubrey Plaza, Parker Posey, James Urbaniak et Thomas Jay Ryan sont les acteurs principaux du film.
La première a eu lieu le 7 septembre 2014 au Festival international du film de Toronto 2014.

## Synopsis
Fay Grim (Parker Posey) a passé quatre ans en détention préventive pour des activités terroristes présumées et est transférée dans un pénitencier fédéral pour purger une peine d'emprisonnement à vie. Son fils, Ned Rifle (Liam Aiken), a été placé sous protection de témoins dans une famille chrétienne. Le film suit l'intention de Ned de tuer son père, Henry Fool (Thomas Jay Ryan), pour avoir ruiné la vie de sa mère, Fay Grim. Par la suite, Ned rencontre Susan (Aubrey Plaza), qui a une connexion au passé de Henry Fool.

## Distribution
- Aubrey Plaza : Susan Weber
- Parker Posey : Fay Grim
- Liam Aiken : Ned Rifle
- Robert John Burke : Chet
- Martin Donovan : Rev. Daniel Gardner
- James Urbaniak : Simon Grim
- Bill Sage : Bud
- Lloyd Kaufman : Zach
- Jefferson Mays : Dr Ford
- Karen Sillas : Alice Gardner
- Gia Crovatin (en) : Olive
- Thomas Jay Ryan : Henry Fool
- John Ellison Conlee : Sheriff
- Quincy Tyler Bernstine : Mary
- Bob Byington : concierge
- Tanya Perez : premier gardien
- Michael Wren Gucciardo : Officer Blackford (uniquement crédité)
- Megan Hartig : Delores
- Paul Boocock : Wilson
- Penelope Lagos : Elenore
- Christina Rouner : Amelia
- Lindsay Rootare : Laura
- Johnny M. Wu : Goliath
- Melissa Bithorn : Clair Gardner
- Marc Damon Johnson : Anchor Man
- Hannah Vaughn : Samantha
- Brandon Morrissey : Mitch
- Jenny Seastone : Ruth (comme Jenny Seastone Stern)
- Ella Steinbeck : Bartender
- Angelo Lozada : Jerry
- Claire Jamison : Correspondent
- Andrew Weems : le manager du motel
- Jed Feiman : Derek Gardner
- Caleb Hammond : Frank